# Campionati europei di corsa campestre 2009
Il XVI Campionato europeo di corsa campestre si è disputato a Dublino, in Irlanda, il 13 dicembre 2009. Il titolo maschile è stato vinto da Alemayehu Bezabeh mentre quello femminile da Hayley Yelling.

## Risultati
I risultati del campionato sono stati:

### Individuale (uomini senior)
| Pos. | Atleta            | Nazione       | Tempo (m's") |
| ---- | ----------------- | ------------- | ------------ |
|      | Alemayehu Bezabeh | Spagna        | 30'45"       |
|      | Mo Farah          | Gran Bretagna | 31'02"       |
|      | Serhiy Lebid      | Ucraina       | 31'17"       |
| 4    | Sergio Sánchez    | Spagna        | 31'26"       |
| 5    | Ayad Lamdassem    | Spagna        | 31'30"       |
| 6    | José Rocha        | Portogallo    | 31'34"       |
| 7    | Eduard Mbengani   | Portogallo    | 31'41"       |
| 8    | Mark Kenneally    | Irlanda       | 31'42"       |
| 9    | Daniele Meucci    | Italia        | 31'42"       |
| 10   | Stéphane Joly     | Svizzera      | 31'46"       |
| 11   | Driss El Himer    | Francia       | 31'54"       |
| 12   | Andy Vernon       | Gran Bretagna | 31'54"       |
| 13   | Michael Skinner   | Gran Bretagna | 31'54"       |
| 14   | Licínio Pimentel  | Portogallo    | 31'54"       |

### Squadre (uomini senior)
| Pos. | Atleta                                                                        | Punti |
| ---- | ----------------------------------------------------------------------------- | ----- |
|      | Spagna Alemayehu Bezabeh Sergio Sánchez Ayad Lamdassem Francisco Javier López | 34    |
|      | Gran Bretagna Mo Farah Andy Vernon Michael Skinner Benedict Whitby            | 54    |
|      | Italia Daniele Meucci Stefano La Rosa Andrea Lalli Gabriele De Nard           | 62    |
| 4    | Francia                                                                       | 67    |
| 5    | Portogallo                                                                    | 73    |
| 6    | Irlanda                                                                       | 115   |
| 7    | Belgio                                                                        | 146   |
| 8    | Germania                                                                      | 149   |

### Individuale (donne senior)
| Pos. | Atleta              | Nazione       | Tempo (m's") |
| ---- | ------------------- | ------------- | ------------ |
|      | Hayley Yelling      | Gran Bretagna | 27'49"       |
|      | Rosa María Morató   | Spagna        | 27'56"       |
|      | Adriënne Herzog     | Paesi Bassi   | 28'04"       |
| 4    | Jéssica Augusto     | Portogallo    | 28'11"       |
| 5    | Inês Monteiro       | Portogallo    | 28'14"       |
| 6    | Ana Dulce Félix     | Portogallo    | 28'19"       |
| 7    | Olivera Jevtić      | Serbia        | 28'21"       |
| 8    | Tetyana Holovchenko | Ucraina       | 28'25"       |
| 9    | Freya Murray        | Gran Bretagna | 28'25"       |
| 10   | Sara Moreira        | Portogallo    | 28'32"       |
| 11   | Fionnuala Britton   | Irlanda       | 28'39"       |
| 12   | Mary Cullen         | Irlanda       | 28'45"       |

### Squadre (donne senior)
| Pos. | Atleta                                                                              | Punti |
| ---- | ----------------------------------------------------------------------------------- | ----- |
|      | Portogallo Jessica Augusto Inês Monteiro Ana Dulce Félix Sara Moreira               | 25    |
|      | Gran Bretagna Hayley Yelling Freya Murray Katrina Wootton Sonia Samuels             | 51    |
|      | Spagna Rosa María Morató Iris María Fuentes-Pila Alessandra Aguilar Nuria Fernández | 58    |
| 4    | Irlanda                                                                             | 82    |
| 5    | Italia                                                                              | 130   |
| 6    | Francia                                                                             | 103   |
| 7    | Svezia                                                                              | 141   |
| 8    | Germania                                                                            | 161   |

### Individuale (uomini under 23)
| Pos. | Atleta              | Nazione       | Tempo (m's") |
| ---- | ------------------- | ------------- | ------------ |
|      | Noureddine Smaïl    | Francia       | 25'11"       |
|      | Hassan Chahdi       | Francia       | 25'17"       |
|      | Atelaw Yeshetela    | Belgio        | 25'21"       |
| 4    | Florian Carvalho    | Francia       | 25'30"       |
| 5    | Mitch Goose         | Gran Bretagna | 25'33"       |
| 6    | Christoph Ryffel    | Svizzera      | 25'38"       |
| 7    | Abdi Nageeye        | Paesi Bassi   | 25'40"       |
| 8    | Ricky Stevenson     | Gran Bretagna | 25'40"       |
| 9    | Musa Roba-Kinkal    | Germania      | 25'41"       |
| 10   | Alexander Söderberg | Svezia        | 25'45"       |
| 11   | Lewis Timmins       | Gran Bretagna | 25'45"       |
| 12   | Yegor Nikolayev     | Russia        | 25'46"       |

### Squadre (uomini under 23)
| Pos. | Atleta                                                                   | Punti |
| ---- | ------------------------------------------------------------------------ | ----- |
|      | Francia Noureddine Smaïl Hassan Chahdi Florian Carvalho Matthieu Le Stum | 31    |
|      | Gran Bretagna Mitch Goose Ricky Stevenson Lewis Timmins Jonathan Taylor  | 45    |
|      | Belgio Atelaw Yeshetela Sanne Torfs Kim Ruell Ruben Vandevelde           | 59    |
| 4    | Spagna                                                                   | 81    |
| 5    | Turchia                                                                  | 102   |
| 6    | Irlanda                                                                  | 105   |
| 7    | Portogallo                                                               | 128   |
| 8    | Paesi Bassi                                                              | 134   |

### Individuale (donne under 23)
| Pos. | Atleta             | Nazione       | Tempo (m's") |
| ---- | ------------------ | ------------- | ------------ |
|      | Sultan Haydar      | Turchia       | 21'14"       |
|      | Irina Sergeyeva    | Russia        | 21'15"       |
|      | Jessica Sparke     | Gran Bretagna | 21'26"       |
| 4    | Charlotte Browning | Gran Bretagna | 21'30"       |
| 5    | Hollie Rowland     | Gran Bretagna | 21'31"       |
| 6    | Tatyana Shutova    | Russia        | 21'32"       |
| 7    | Sandra Eriksson    | Finlandia     | 21'32"       |
| 8    | Natalya Puchkova   | Russia        | 21'36"       |
| 9    | Alfiya Khasanova   | Russia        | 21'39"       |
| 10   | Stevie Stockton    | Gran Bretagna | 21'39"       |
| 11   | Stephanie Twell    | Gran Bretagna | 21'42"       |
| 12   | Anna Hahner        | Germania      | 21'49"       |

### Squadre (donne under 23)
| Pos. | Atleta                                                                         | Punti |
| ---- | ------------------------------------------------------------------------------ | ----- |
|      | Gran Bretagna Jessica Sparke Charlotte Browning Hollie Rowland Stevie Stockton | 22    |
|      | Russia Irina Sergeyeva Tatyana Shutova Natalya Puchkova Alfiya Khasanova       | 25    |
|      | Francia Claire Navez Louise Ghesquiere Patricia Laubertie Laura Miclo          | 85    |
| 4    | Germania                                                                       | 85    |
| 5    | Irlanda                                                                        | 98    |
| 6    | Spagna                                                                         | 155   |
| 7    | Ucraina                                                                        | 162   |
| 8    | Italia                                                                         | 163   |

### Individuale (uomini junior)
| Pos. | Atleta               | Nazione       | Tempo (m's") |
| ---- | -------------------- | ------------- | ------------ |
|      | Jeroen D'Hoedt       | Belgio        | 18'46"       |
|      | Nick Goolab          | Gran Bretagna | 18'47"       |
|      | James Wilkinson      | Gran Bretagna | 18'47"       |
| 4    | Sondre Nordstad Moen | Norvegia      | 18'49"       |
| 5    | Richard Goodman      | Gran Bretagna | 18'56"       |
| 6    | Rui Pinto            | Portogallo    | 18'57"       |
| 7    | Nemenja Cerovac      | Serbia        | 18'59"       |
| 8    | Bryan Cantero        | Francia       | 19'01"       |
| 9    | Abdelatif Hadjam     | Francia       | 19'03"       |
| 10   | Lars Erik Malde      | Norvegia      | 19'03"       |
| 11   | Soufiane Bouchikhi   | Belgio        | 19'05"       |
| 12   | Henrik Ingebrigtsen  | Norvegia      | 19'07"       |

### Squadre (uomini junior)
| Pos. | Atleta                                                                           | Punti |
| ---- | -------------------------------------------------------------------------------- | ----- |
|      | Gran Bretagna Nick Goolab James Wilkinson Richard Goodman Matthew Gillespie      | 24    |
|      | Francia Bryan Cantero Abdelatif Hadjam Tanguy Pepiot Colin Guillard              | 58    |
|      | Norvegia Sondre Nordstad Moen Lars Erik Malde Henrik Ingebrigtsen Harald Kaarboe | 77    |
| 4    | Belgio                                                                           | 93    |
| 5    | Spagna                                                                           | 98    |
| 6    | Portogallo                                                                       | 127   |
| 7    | Germania                                                                         | 129   |
| 8    | Italia                                                                           | 137   |

### Individuale (donne junior)
| Pos. | Atleta                    | Nazione       | Tempo (m's") |
| ---- | ------------------------- | ------------- | ------------ |
|      | Karoline Bjerkeli Grøvdal | Norvegia      | 14'10"       |
|      | Gulshat Fazlitdinova      | Russia        | 14'12"       |
|      | Kate Avery                | Gran Bretagna | 14'27"       |
| 4    | Corinna Harrer            | Germania      | 14'33"       |
| 5    | Federica Bevilacqua       | Italia        | 14'33"       |
| 6    | Lauren Howarth            | Gran Bretagna | 14'35"       |
| 7    | Sandra Mosquera           | Spagna        | 14'38"       |
| 8    | Lyudmila Lebedeva         | Russia        | 14'38"       |
| 9    | Ciara Mageehan            | Irlanda       | 14'40"       |
| 10   | Cataryna Ribeiro          | Portogallo    | 14'40"       |
| 11   | Carla Salomé Rocha        | Portogallo    | 14'41"       |
| 12   | Amela Terzić              | Serbia        | 14'42"       |

### Squadre (donne junior)
| Pos. | Atleta                                                                        | Punti |
| ---- | ----------------------------------------------------------------------------- | ----- |
|      | Russia Gulshat Fazlitdinova Lyudmila Lebedeva Yelena Sedova Tatyana Prorokova | 47    |
|      | Gran Bretagna Kate Avery Lauren Howarth Eleanor Wimshurst Beth Potter         | 51    |
|      | Germania Corrina Harrer Jana Sussman Gesa-Felicitas Krause Stephanie Platt    | 73    |
| 4    | Francia                                                                       | 98    |
| 5    | Italia                                                                        | 100   |
| 6    | Portogallo                                                                    | 103   |
| 7    | Belgio                                                                        | 118   |
| 8    | Ucraina                                                                       | 122   |

## Medagliere
| Posizione | Paese         | Oro | Argento | Bronzo | Totale |
| --------- | ------------- | --- | ------- | ------ | ------ |
| 1         | Gran Bretagna | 3   | 6       | 3      | 12     |
| 2         | Francia       | 2   | 2       | 1      | 5      |
| 3         | Spagna        | 2   | 1       | 1      | 4      |
| 4         | Russia        | 1   | 3       | 0      | 4      |
| 5         | Belgio        | 1   | 0       | 2      | 3      |
| 6         | Norvegia      | 1   | 0       | 1      | 2      |
| 7         | Portogallo    | 1   | 0       | 0      | 1      |
| 7         | Turchia       | 1   | 0       | 0      | 1      |
| 9         | Germania      | 0   | 0       | 1      | 1      |
| 9         | Ucraina       | 0   | 0       | 1      | 1      |
| 9         | Italia        | 0   | 0       | 1      | 1      |
| 9         | Paesi Bassi   | 0   | 0       | 1      | 1      |
| Totale    | Totale        | 12  | 12      | 12     | 36     |